# Chapelle Saint-Saturnin de Gaujac
La chapelle Saint-Saturnin est une chapelle romane située à Gaujac dans le département français du Gard en région Occitanie.

## Localisation
La chapelle se dresse isolée dans les bois au pied de l'oppidum de Gaujac, au-delà de la rivière Veyre, à l'ouest du village de Gaujac, auprès d'une source appelée la source de Sagriès, à 1000m de l'oppidum.
Le quartier où elle se situe porte le toponyme rare de « Sagriès » qui dériverait du latin sacrarium par le bas-latin segrerium, sanctuaire.

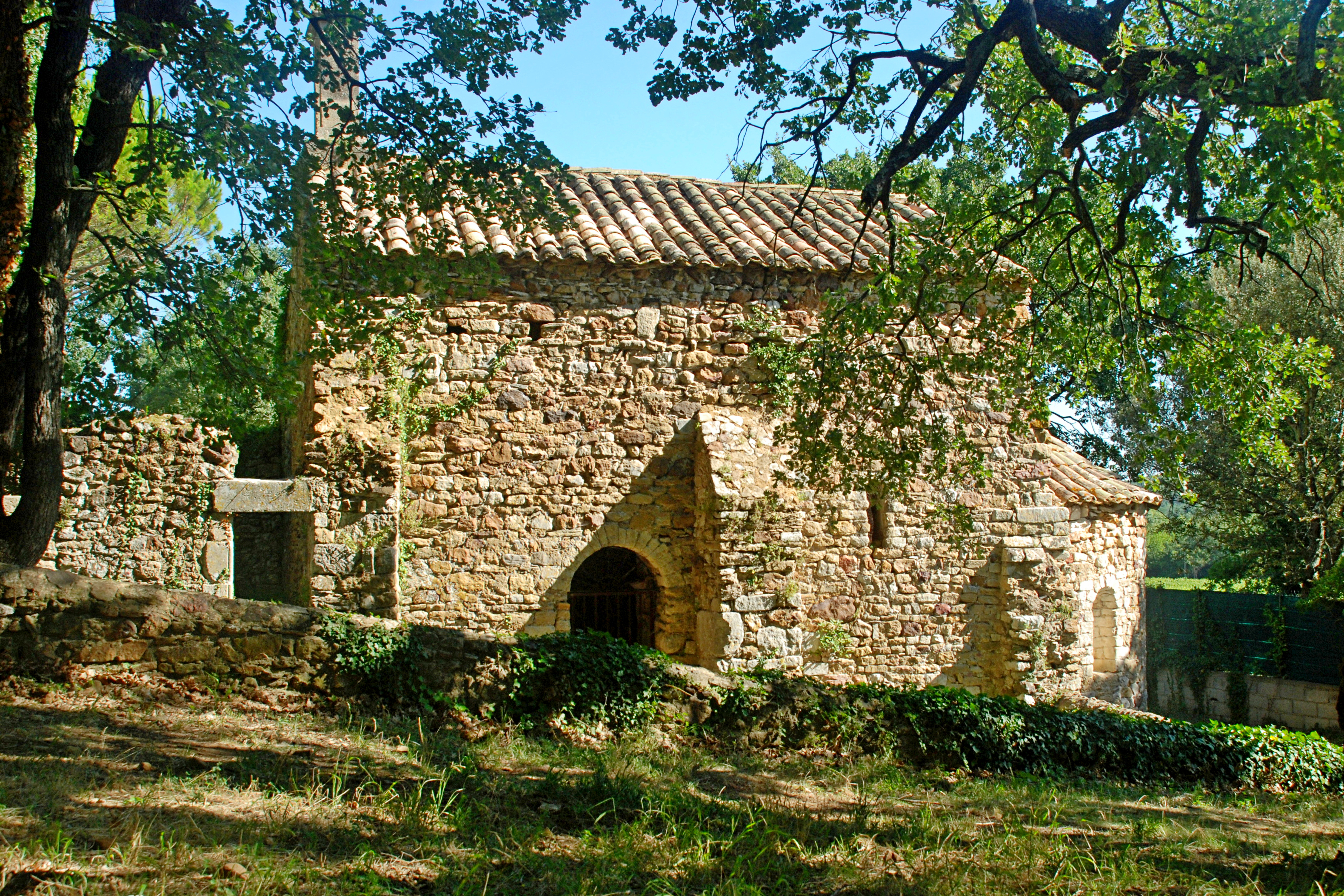

## Historique
La chapelle Saint-Saturnin de Gaujac date du XIe siècle.
Elle porte le vocable de Saturnin de Toulouse (Saturnius en latin, Sarni en langue d'oc, francisé en Sernin), premier évêque de Toulouse et martyr, mort en 250.
En 1863, on a trouvé dans la chapelle un autel gallo-romain de la fin du IIe siècle ou du début du IIIe siècle (conservé  au Musée archéologique de Bagnols-sur-Cèze) encadré de moulures et portant l'épitaphe en latin de Lucius Tacitius Severus que l'on peut traduire par « Aux dieux Mânes de Lucius Tacitius Severus, Lucius Tacitius Ianuaris, Lucius Tacitius Severinus, Lucius Tacitius Sextus, au meilleur des pères ».

## Toponymie
Le village de Gaujac est mentionné dès 1249 sous le nom de Gaudiacum. Il prend le nom de Gaujac en 1550.

## Architecture

### Le chevet
La chapelle possède un petit chevet semi-circulaire composé d'une abside unique édifiée en moellons et couverte de tuiles comme la nef.
Cette abside est percée d'une fenêtre axiale et d'une fenêtre orientée au sud, toutes deux à simple ébrasement, et présente quelques trous de boulin (trous destinés à ancrer les échafaudages). L'extrados de l'arc de la fenêtre axiale est redoublé d'un deuxième arc.
|  |  |  |

### La nef
La nef, couverte de tuiles, présente des façades latérales édifiées en moellons de couleur claire et brune, soutenues chacune par trois contreforts courts et massifs.
La façade méridionale est percée d'un porte surmontée d'un arc en plein cintre réalisé en pierre calcaire grise, ainsi que d'une petite fenêtre aux piédroits harpés et au linteau monolithe.
Le pignon qui surplombe le chevet est percé d'une baie en forme de croix.
La façade occidentale ne possède ni porte ni fenêtre mais est percée d'un oculus. Elle est surmontée d'un clocheton de style classique constitué de deux hauts piédroits en pierre de taille, qui encadrent une baie campanaire unique.
À l'intérieur, les murs de la nef sont rythmés par de grands arcs de décharge retombant sur des piliers à impostes saillantes.
|  |  |  |